# 福建卫生职业技术学院
福建卫生职业技术学院，简称闽卫院，是中华人民共和国的一所全日制专科公办省属普通高等职业学校，位于福建省福州市。
2005年5月，福建卫生学校和福州卫生学校合并为福建卫生职业技术学院。